# Traité byzantino-vénitien (1277)
Pour les articles homonymes, voir Traité byzantino-vénitien.
Le traité byzantino-vénitien de 1277 fut un accord de non-agression et une entente commerciale entre l’Empire byzantin et la république de Venise. Il renouvelait pour deux ans le traité déjà conclu entre les deux parties en 1268. L’accord qui prit cette fois la forme d’un chrysobulle et non d’un traité était à l’avantage des deux parties : l’empereur Michel VIII Paléologue s’assurait que les Vénitiens et leur flotte ne participeraient pas aux tentatives de Charles d’Anjou de rassembler une croisade contre Byzance ; les Vénitiens conservaient leur accès aux marchés byzantins tout en élargissant leurs privilèges commerciaux par un accès direct à la mer Noire et en recevant permission d’avoir leurs propres quartiers tant à Constantinople qu’à Thessalonique. De plus l’entente prévoyait que Constantinople ne pourrait reconquérir les dépendances de Venise en mer Égée, bien qu’il fût spécifié que les deux parties pourraient continuer leur lutte pour le contrôle de l’île d’Eubée (Négrepont). La courte durée de l’accord impliquait que, pour les deux parties, il s’agissait d’une situation en évolution. De fait, à l’expiration de l’accord, les Vénitiens s’allièrent avec Charles d’Anjou contre Byzance; ses plans devaient toutefois  s’écrouler lors des Vêpres siciliennes en 1282 et de la guerre qui s’ensuivit, forçant Venise à reconduire la paix avec Byzance.

## Contexte historique
La flotte de Venise avait été essentielle au succès de la quatrième croisade et à la prise de Constantinople en 1204. En retour, Venise s’était assuré la part du lion dans le partage des dépouilles : outre les trois huitièmes de la ville de Constantinople (les cinq autres huitièmes restant possession de l’empereur latin), elle prit le contrôle des iles et des ports essentiels pour maintenir la prépondérance de son commerce maritime s’étendant de la Méditerranée à la mer Noire. Sur la côte adriatique, elle prit possession de Dyrrachium et de Raguse ; dans le Péloponnèse, des villes portuaires de Coron et de Modon ; en mer Égée, des iles ioniennes, de la Crète, de la plupart des iles de l’Archipel avec l’Eubée, Naxos et Andros, ainsi que des villes portuaires les plus importantes de l’Hellespont et de la mer de Marmara,. Non seulement ceci ouvrait à Venise le commerce avec la mer Noire, mais l’influence qu’exerçait maintenant Venise à Constantinople lui assurait une position dominante face à ses rivaux traditionnels, Pise et Gênes.

### Les relations entre Venise, Gênes et Constantinople après 1261

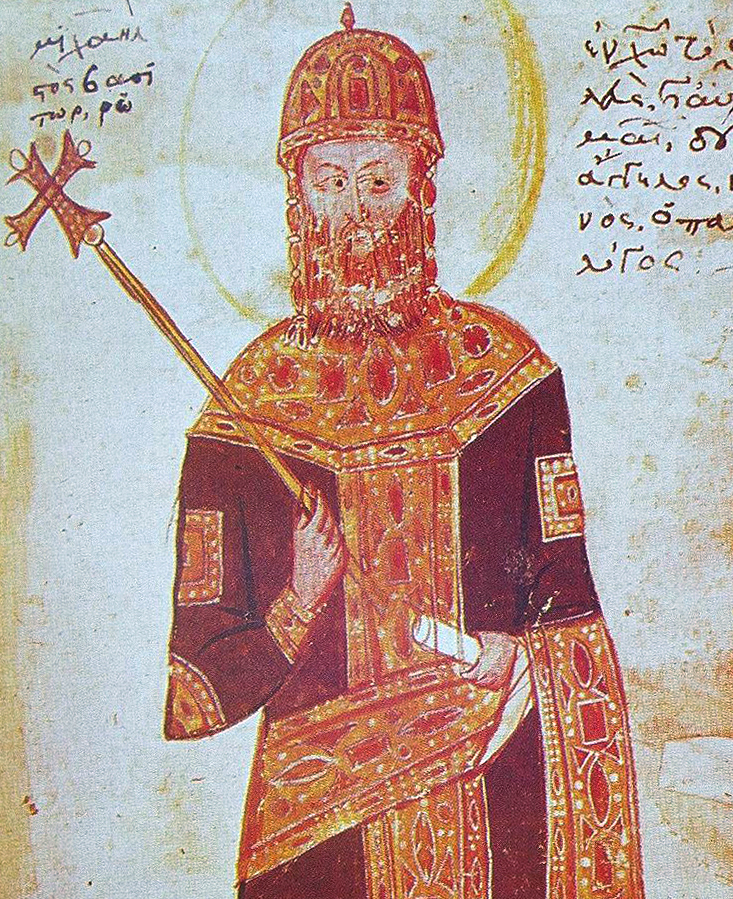
L’empereur Michel VIII Paléologue d’après une miniature du XIV.

La conquête de Constantinople par l’empereur Michel VIII (r. coempereur à Nicée : 1259 - 1261, empereur byzantin 1261 – 1282) en 1261 et le rétablissement de l’Empire byzantin sous la dynastie des Paléologue avait porté un dur coup aux intérêts commerciaux de Venise en Méditerranée orientale. De plus, pour contrer la puissante flotte maritime vénitienne, l’empereur s’était allié la même année à Gênes, alors en guerre avec Venise, par le traité de Nymphaeum. Non seulement cet accord concédait-il des privilèges considérables aux Génois, mais il leur donnait les quartiers et propriétés jusque-là assignés aux Vénitiens à Constantinople, ces derniers se voyant exclus du commerce en mer Noire. Toutefois, les défaites successives de Gênes dans sa guerre contre Venise ainsi que la consolidation du pouvoir de Michel VIII conduisit à éloigner progressivement les deux alliés l’un de l’autre,. 
En 1264, le podestat génois à Constantinople fut impliqué dans un complot visant à livrer la ville à  Manfred Ier de Sicile; l’empereur expulsa alors les Génois de Constantinople,. Par la suite, l’empereur entama des négociations avec Venise en vue de conclure un traité de paix. Un premier accord fut agréé entre les deux parties le 18 juin 1265, mais ne fut pas ratifié par le doge de Venise soit que les Vénitiens interprétèrent l’étendue des concessions byzantines comme un signe de faiblesse, soit que l’intention avouée de Michel VIII de restaurer l’Empire byzantin dans ses frontières d’avant 1204 menaçait leurs propres possessions dans la région,.
Les ambitions de Charles d’Anjou tant en Italie qu’en Méditerranée orientale devenant de plus en plus évidentes, tant Constantinople que Venise constatèrent la nécessité d’un  rapprochement mutuel qui conduisit finalement à la conclusion d’un traité de paix de dix ans en 1268,. La position de Michel VIII s’étant considérablement renforcée au cours des années précédentes, les termes du traité étaient beaucoup plus favorables à Byzance que ne l’auraient été ceux du traité de 1265,.
Les Byzantins ne respectèrent pas scrupuleusement les clauses de ce traité, si bien que les Vénitiens élevèrent de fortes protestations : en 1278 le doge fit remettre aux Byzantins une liste de plus de 300 entorses  subies par les navires de la république, ses commerçants et leurs biens depuis 1268 aux mains de sujets de l’empire. Beaucoup des contrevenants étaient des corsaires agissant pour l’empereur; mais il y avait aussi des soldats, des agents de douane, des gouverneurs locaux et même, à une occasion, un sebastokrator (possiblement le demi-frère de l’empereur, Constantin) qui avait dévalisé et assassiné un archidiacre vénitien capturé sur un navire au large des côtes de Morée.

### Les relations avec la papauté
Néanmoins, après la réunification des Églises grecque orthodoxe et catholique romaine lors du deuxième concile de Lyon en 1274, Michel VIII se trouvait en position de force : le pape le reconnaissait comme souverain légitime de Byzance, s’assurait que Charles d’Anjou ne donnerait pas suite à ses plans visant la conquête de l’Empire byzantin, et tentait même d’amener les Byzantins à se joindre à une nouvelle croisade ayant pour but la libération de la Terre Sainte,. L'empereur devait en profiter pour attaquer les principautés latines s’étant établies dans la région de la mer Égée à la suite de la croisade de 1204. Dirigée par un Latin renégat du nom de Licario, la flotte byzantine put reprendre la plupart des petites iles de la mer Égée et une grande partie de la grande ile d’Eubée, à l’exception de sa capitale, Négrepont, défendue par un bailo vénitien .

## Le traité de 1277

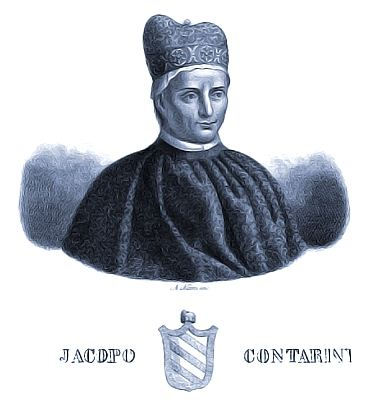
Portrait du doge Jacopo Contarini (Storia dei Dogi di Venezia, 1867.)

### Les négociations
Consternés par l’avance des Byzantins en Grèce et par les menaces que faisaient planer sur le commerce vénitien les corsaires à la solde des Paléologue, les Vénitiens envoyèrent une ambassade à Constantinople en vue de renouveler le traité de 1268. Celle-ci était conduite par Marino Valaresso, Marco Giustinian et Angelo Marcello et se trouvait à Constantinople dès 1275. Dans son livre « Das Papstum und Byzanz » (1903), Walter Norden avance qu’un traité fut alors conclu, mais il n’existe aucune preuve documentaire corroborant cette affirmation,,. Les négociations progressèrent rapidement après le décès du doge Lorenzo Tiepolo qui se refusait à toute concession à l’endroit des Byzantins et l’arrivée au pouvoir de Jacopo Contarini. De plus, les Vénitiens étaient inquiets du renouvellement du traité entre Constantinople et Gênes qui garantissait aux Génois la possession de Galata, de l’autre côté de la Corne d'Or, leur donnant un avantage considérable dans leur commerce avec l’empire.
Le 2 septembre 1276 de nouveaux ambassadeurs, Marco Bembo et Matteo Gradenigo, reçurent instructions de mener les négociations et de conclure une entente  . Dans ses instructions, le doge Contarini prenait soin d’éviter les termes qui pourraient offenser les Byzantins, comme de référer à lui-même en utilisant le titre de « Seigneur d’un quart et d’un huitième de l’Empire des Romains » que les doges se donnaient depuis la quatrième croisade, se limitant à celui de « Doge de Venise, Dalmatie, Croatie et des autres lieux et iles soumis à son autorité » (en latin : Venecie, Dalmacie et Croacie Dux, dominus terrarum et insularum suo Ducatui subiectarum). De même, il avait soin de s’adresser à Michel VIII comme à l’ « empereur et souverain des Romains » (en latin : Imperator et moderator Romeorum) et « Nouveau Constantin » (en latin : Novus Constantinus),. Gradenigo mourut au cours des négociations et ce fut Bembo qui conclut seul celles-ci le 19 mars 1277,. L’accord ne se présentait toutefois pas sous forme d’un traité, pratique normale entre États souverains, mais plutôt d’un chrysobulle, document officiel muni d’un sceau en or par lequel l’empereur concédait un certain nombre de privilèges à un État faisant, selon les vues byzantines, partie de l’empire universel qu’il dirigeait, « désirant garder la paix avec tous les chrétiens ». 

### Les termes du traité

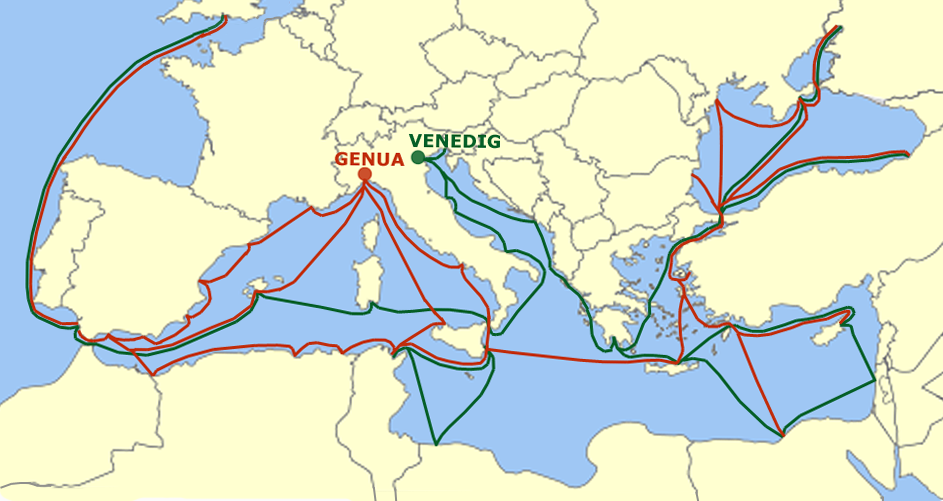
Les routes commerciales respectives de Venise et Gênes en Méditerranée.

La version latine du texte a été publiée dans la collection des documents vénitiens de Tafel et Thomas ; la version grecque fut publiée par Miklosich et Müller. Les clauses en étaient les suivantes.
- (1) Une trêve de deux ans est agréée tant sur terre que sur mer entre les deux puissances. Elle sera renouvelée par tacite reconduction pour une période de six mois à moins de notification par l’une des parties de sa volonté de mettre fin à l’entente[25],[28],[31].

- (2) L’empereur reconnait la possession de la Crète par Venise et accepte de retirer les troupes qu’il y a envoyées pour mettre fin à la révolte des frères Chortatzès[31],[32]. Dans la clause suivante, l’empereur reconnait également la possession par Venise des villes de Coron et de Modon et promet de ne rien entreprendre contre elles[33],[34]. Ces deux clauses se trouvaient déjà dans le traité de 1268[14],[35].

- (3) Les deux parties se concèdent le droit d’agir l’une contre l’autre de même que contre leurs alliés réciproques en Eubée, même si cela devait aboutir à la conquête de l’ile[28],[33],[34]. Dans le traité négocié mais non ratifié par le doge en 1265, les Byzantins se voyaient accorder cette liberté, mais les citoyens vénitiens se voyaient interdire de venir en aide aux seigneurs lombards de l’ile contre les Byzantins[10],[36].

- (4) Dans les Cyclades, l’empereur reconnait la possession des iles de Naxos par Marco II Sanudo, et de Tinos et Mykonos par Bartholomée Ier Ghisi, tous deux d’origine vénitienne. En contrepartie, ceux-ci s’engagent à ne pas venir en aide aux ennemis de l’empire et à ne pas abriter de corsaires hostiles à ses intérêts[7],[33],[34].

- (5) L’empereur concède aux Vénitiens leur propre quartier dans Constantinople. Longeant le mur maritime le long de la Corne d’Or, de la Porte du drongaire jusqu’aux églises de Saint Akindynos et de Marie, de là jusqu’à la rue des Zonarai et redescendant vers la Porte Perama du mur maritime. À l’intérieur de ce district, l’empereur fournira trois demeures, l’une pour le bailo, une autre pour ses conseillers et une troisième servant d’entrepôt. Deux églises, celles de Marie et de saint Marc pourront être utilisées par les Vénitiens et vingt-cinq maisons seront fournies, exemptes de loyer, pour l’usage des marchands vénitiens, leur nombre pouvant être modifié au besoin[37],[38]. Ce district était situé sur le même emplacement que le quartier vénitien existant avant la quatrième croisade, sans être aussi étendu[39]. De la même façon, à Thessalonique, trois maisons seront fournies pour les dirigeants de la communauté vénitienne et jusqu’à vingt-cinq maisons pour les marchands, de même que l’utilisation d’une église « fréquentée auparavant par les Arméniens »[40],[41]. Les Vénitiens obtiennent également le droit de louer des maisons, bains et boulangeries dans l’ensemble de l’empire selon leurs besoins [40],[41].

- (6) Pour la première fois, l’accord se réfère au dossier des gasmouloi, personnes nées d’une union entre Grecs et Vénitiens au cours de l’Empire latin (1204-1261). Ces personnes seront considérées comme citoyens vénitiens à part entière avec tous les privilèges et responsabilités afférents[40],[41].

- (7) Comme c’était le cas dans le traité de 1268[14], les Vénitiens pourront utiliser leurs propres poids et mesures et prier dans des églises utilisant le rite latin[41],[42].

- (8) La validité du traité signé par l’empereur avec Gênes est reconnue et les Génois ne seront pas expulsés de l’empire. Comme c’était le cas dans le traité de 1268, les Vénitiens devront éviter toute hostilité à l’égard des Génois entre Abydos à l’entrée des Dardanelles jusqu’à l’entrée du Bosphore en mer Noire; toute querelle entre les deux devra être référée pour arbitrage à l’empereur. Toute compensation ordonnée par l’empereur devra être payée à l’intérieur de six mois; si tel n’était pas le cas, l’empereur s’engage à la payer à partir de son trésor[42],[43],[44].

- (9) Les Vénitiens obtiennent le droit de commercer librement dans l’empire sans avoir à payer de droits de douane sur les produits vénitiens. Les produits non vénitiens devront être déclarés. Toute transgression faite par des douaniers impériaux sera compensée par le trésor impérial. Les marchands vénitiens sont placés sous l’autorité et la responsabilité d’un bailo et de recteurs locaux[45],[46]. Ceci était suivi par une clause garantissant la complète liberté des Vénitiens et l’inviolabilité de leurs privilèges, et interdisant l’imposition de toute taxe ou entrave à leur commerce [39],[47].

- (10) L’empereur s’engage à compenser les Vénitiens qui auraient subi des pertes à la suite de l’action de sujets ou fonctionnaires de l’empire depuis 1268 ; les Vénitiens s’engagent à faire de même[39],[47].

- (11) Les clauses subséquentes traitent de questions juridiques se rapportant à des Vénitiens qui décèderaient sur le territoire de l’empire, de la juridiction dans les cas de disputes ou de crimes impliquant des Byzantins et des Vénitiens, ainsi que des naufrages[39],[48], reprenant en grande partie les stipulations du précédent traité[49]. De même sont reprises les conditions concernant l’achat de grain, quoique dans une forme modifiée : en raison de la dévaluation de l’hyperpère sous Michel VIII, les Vénitiens devront payer 100 hyperpères au lieu de 50 pour 100 modioi de grain, mais se voient permis de les exporter directement à partir de la mer Noire[50],[51]. De nouvelles provisions règlementent les marchands byzantins opérant à Venise même[52].

- (12) Les deux parties s’engagent à libérer les prisonniers qu’elles détiennent[39],[53].

- (13) Venise s’engage à ne pas faire alliance avec quelque prince que ce soit qui pourrait attaquer l’empire et à ne pas permettre l’utilisation de ses navires à cet effet [54],[55]. De même, l’empire s’engage à ne pas permettre la fabrication d’armement qui pourrait être utilisé contre Venise et à verser compensation si la chose se produisait[53].

- (14) Advenant une violation des termes de cet accord, les deux parties s’engagent à ne pas commencer les hostilités, mais plutôt à chercher un règlement négocié[34],[56],[57].

## Les suites de l’accord
Les termes de l’accord et sa courte durée indiquent que chacun des deux partenaires faisait preuve de patience dans l’attente de l’évolution d’une situation internationale particulièrement volatile. Venise en particulier espérait encore la matérialisation d’une croisade contre l’empire des Paléologue qui aurait permis le retour à la domination vénitienne sur les possessions qu’elle détenait avant 1261,. 
L’accord ne fut pas reconduit à son expiration; en 1281, les Vénitiens par le traité d’Orvieto entraient dans la coalition menée par Charles d’Anjou qui prévoyait le départ d’une expédition contre Constantinople en avril 1283. Toutefois, les plans de Charles devaient être suspendus en raison des Vêpres siciliennes en mars 1282 et de la guerre des Vêpres siciliennes qui devait s’ensuivre. Selon les termes de ce dernier traité, un état de guerre existait entre Venise et Byzance. Les Vêpres siciliennes devaient mettre un terme aux projets vénitiens de reconquérir leur position privilégiée et pendant toute la durée de la guerre le commerce de Venise avec l’Orient fut interrompu, ce dont profitèrent les Génois. Les Vénitiens durent donc trouver une nouvelle entente avec Byzance et après de longues négociations, un nouveau traité fut signé en juillet 1285 pour une durée de dix ans, qui reconduisait en substance les termes de l’accord de 1277.